# Steve McClaren
Stephen McClaren (sinh ngày 3 tháng 5 năm 1961) là một huấn luyện viên bóng đá chuyên nghiệp người Anh và là cựu cầu thủ, ông hiện là huấn luyện viên của Đội tuyển bóng đá quốc gia Jamaica. McClaren từng là huấn luyện viên của đội tuyển quốc gia Anh từ tháng 8 năm 2006 đến tháng 11 năm 2007. Ông bị sa thải khi tuyển Anh không đủ điều kiện tham dự UEFA Euro 2008.
Sự nghiệp quản lý của McClaren bắt đầu tại Middlesbrough ở Premier League, câu lạc bộ đã giành được Cúp Liên đoàn năm 2004 và á quân tại Cúp UEFA 2006. Năm 2008, McClaren trở thành huấn luyện viên của Twente, câu lạc bộ mà ông đã giành chức vô địch Eredivisie đầu tiên cùng câu lạc bộ trong mùa giải 2009–10. Sau đó, ông làm quản lý của VfL Wolfsburg ở Đức từ tháng 5 năm 2010 đến tháng 2 năm 2011. Sau một thời gian ngắn làm quản lý của Nottingham Forest, McLaren trở lại Twente vào tháng 1 năm 2012.
Bất chấp những thành công của McLaren tại Manchester United, nơi ông từng là trợ lý huấn luyện viên cho Sir Alex Ferguson từ năm 1999 đến 2001 và Middlesbrough, ông đã bị giới truyền thông Anh chỉ trích mạnh mẽ  sau khi đội tuyển Anh không vượt qua được vòng loại Euro 2008. Thời gian McClaren nắm quyền tại Twente đã chứng kiến danh tiếng chuyên nghiệp của ông hồi phục phần nào sau khi ông dẫn dắt họ đến chức vô địch Eredivisie lần đầu tiên kể từ khi thành lập vào năm 1965, mặc dù sau đó McLaren bị sa thải khỏi VfL Wolfsburg.
Sự trở lại Twente của McClaren ban đầu được chào đón nhiệt tình và câu lạc bộ được coi là một trong những ứng cử viên cho chức vô địch Eredivisie 2012–13 vào đầu mùa giải. Tuy nhiên, sau những kết quả không thành công, McClaren đã từ chức vào ngày 26 tháng 2 năm 2013. Trong vòng bảy tháng, ông trở lại quản lý Derby County, câu lạc bộ mà ông đã từng là trợ lý giám đốc. Vào tháng 5 năm 2015, McClaren bị Derby sa thải. Vào ngày 10 tháng 6 năm 2015, McClaren được bổ nhiệm làm huấn luyện viên trưởng của Newcastle United theo hợp đồng ba năm, và bị sa thải vào ngày 11 tháng 3 năm 2016. Ông trở lại Derby vào tháng 10 năm 2016 trước khi bị câu lạc bộ sa thải lần thứ hai vào năm tháng sau đó vào tháng 3 năm 2017. Vào tháng 5 năm 2018, McClaren được bổ nhiệm làm huấn luyện viên của Queens Park Rangers, trước khi bị sa thải vào tháng 4 năm 2019.

## Danh hiệu

### Cầu thủ
Derby County
- Football League Second Division: 1986–87[10]

### Huấn luyện viên
Middlesbrough
- Football League Cup: 2003–04[11][12][13]
- UEFA Cup á quân: 2005–06[14]

Twente
- Eredivisie: 2009–10[11]